# Альфонсо Марія де Ліґуорі
Альфо́нсо Марія де Ліґуо́рі, (італ. Alfonso Maria de 'Liguori; 27 вересня 1696, Маріанелла — 1 серпня 1787, Пагані) — італійський католицький єпископ, духовний письменник, теолог і засновник релігійного ордену Редемптористів. Канонізований в 1839 папою Григорієм XVI і визнаний Учителем Церкви.

## Біографія
Альфонсо Марія де Лігуорі народився 27 вересня 1696 року в містечку Маріанеллі неподалік Неаполя (Італія) в родині командора королівського флоту. Як найстарший син, був спадкоємцем маєтку, тому батьки ним особливо опікувалися. Був першою дитиною доволі великої аристократичної родини.
У домі Ліґуорі початкове виховання дітей провадила мати. Щоранку всіх благословляла і веліла звертатися до Бога в молитві, щовечора збирала навколо себе і вчила головних засад віри. Щотижня водила їх до церкви, де вони сповідалися та приступали до причастя.
У 12-літньому віці здобув середню освіту, в 16 років здобув подвійний докторат із церковного та світського права, у 18-річному віці став практикуючим адвокатом — одним з найвідоміших у Неаполі. Завдяки своєму розуму, красномовству й шляхетності вигравав складні судові справи — за 8 років не програв жодної.
Взявся за майнову справу між двома графами, де йшлося про великі гроші. Через корумпованість суду програв справу. Несподівано для навколишніх припинив кар'єру.

Розчарувавшись у всій правовій системі, змінив спосіб життя — присвятив його проповідуванню Слова Божого. Після тієї події написав: 
|  | Даруй мені все, що можеш, світе, Лише мого серця тобі не діткнути, А своїх скарбів незлічені тонни Жертвуй тому, хто за ними гонить. Заможні поваги мене не сягають, Й розкоші земнії мене не втішають, Іншого Добра душа ось коштує, В ньому моє щастя навіки панує! |

29 серпня 1723 року сталося дивне: Альфонсо побачив раптово дивне світло, все затремтіло, а в серці почув виразний голос: «Покинь світ і віддайся Мені!» А коли виходив з лікарні, де постійно відвідував бідних хворих людей, почув знову: «Покинь світ і віддайся Мені!». — «Мій Боже, — сказав з плачем, — так довго я опирався Твоїй ласці. Тепер зі мною вчини все, що хочеш».
Отримавши свячення 1726 року, вирішив присвятити своє служіння передусім низам неапольського суспільства — людям, які опинилися на узбіччі як соціального, так і церковного життя. Саме задля них він організував так звані «вечірні каплиці». У 1732 році Альфонсо залучив до євангелізації найбільш занедбаних людей групу священиків, а 9 листопада 1732 року заснував громаду Редемптористів («redemptio» — визволення, відкуплення). Девізом його громади стали слова, взяті з 129-го псалма: «Велике у Нього Відкуплення».
Також був поетом, музикантом, архітектором, живописцем, автором понад 100 книжок. Його твори значною мірою формували тогочасне релігійне мислення.